# Mount Pawson
Mount Pawson är ett berg i Antarktis. Det ligger i Västantarktis. Argentina, Chile och Storbritannien gör anspråk på området. Toppen på Mount Pawson är 645 meter över havet.
Terrängen runt Mount Pawson är kuperad. Trakten är obefolkad. Det finns inga samhällen i närheten.